# Hydrocoryne iemanja
Hydrocoryne iemanja is een hydroïdpoliep uit de familie Hydrocorynidae. De poliep komt uit het geslacht Hydrocoryne. Hydrocoryne iemanja werd in 2009 voor het eerst wetenschappelijk beschreven door Morandini, Stampar, Migotto & Marques. 